# Josep Bros
Josep Bros (Barcelona, 1965) és un tenor català. Centra el seu repertori en el belcanto romàntic.
Cursa estudis musicals al Conservatori Superior Municipal de Música de Barcelona i de cant sota la direcció de Jaume Francisco Puig. El 1986 és premiat en el Concurs Internacional de Cant Francesc Viñas i l'any següent debuta a Palma amb Carmina Burana, al mateix temps alterna els estudis amb la participació en nombroses temporades d'òpera i concerts a Espanya, Itàlia i Regne Unit.
El 1992 debuta inesperadament al Gran Teatre del Liceu al costat d'Edita Gruberova a Anna Bolena, aconseguint un gran èxit de públic i crítica que li obre les portes dels més prestigiosos teatres del món: la Scala de Milà, Covent Garden de Londres, Òpera de Viena, Teatro Real de Madrid, Teatro Colón de Buenos Aires, Òpera de San Francisco, Teatro San Carlo de Nàpols, Òpera de Múnic, així com els teatres de l'Staatsoper Hamburg, Roma, Tòquio, Los Angeles, Washington DC, Amsterdam, Berlín, Florència, Lisboa, Zúric, Parma, Palerm, Torí, Tolosa, Sevilla, Bilbao i Oviedo, a més de Festivals com els de Peralada i Sant Sebastià.
Ha interpretat més de 40 títols entre els quals destaquen Lucia di Lammermoor, La sonnambula, I Puritani, Il pirata, L'elisir d'amore, Rigoletto, Anna Bolena, Don Pasquale, La Favorita, Roberto Devereux, La Fille du régiment, Lucrezia Borgia, Manon, Werther, La traviata, Don Giovanni, El rapte en el serrall, Così fan tutte i La flauta màgica.